# دنی گارسیا (بازیکن فوتبال)
دنی گارسیا (انگلیسی: Dani García؛ زادهٔ ۲۲ دسامبر ۱۹۷۴) بازیکن سابق فوتبال اهل اسپانیا است که در پست مهاجم بازی می‌کرد.
او در طول دوران حرفه‌ای خود برای پنج تیم در کشورش بازی کرد، همچنین دوره‌های کوتاهی در یونان و ترکیه با تیم‌های باشگاهی این کشورها بود. او با حضور در رئال مادرید و بارسلونا، در مجموع ۲۰۸ بازی و ۴۰ گل در لالیگا در ۱۲ فصل به ثمر رساند.

## دوران حرفه‌ای
گارسیا متولد سردانیلا دل بایس، بارسلون، کاتالونیا و فارغ‌التحصیل باشگاه جوانان رئال مادرید بود.
وی همچنین در تیم‌های ملی فوتبال زیر ۱۶ سال اسپانیا، زیر ۱۷ سال اسپانیا، زیر ۱۸ سال اسپانیا، زیر ۲۱ سال اسپانیا، زیر ۲۳ سال اسپانیا، و اسپانیا بازی کرده‌است.